# Veleia
Pour l'oppidum de Veleia en Hispanie, voir Iruña-Veleia.
Veleia est une ville antique de la Gaule cisalpine, en Italie, située dans la commune italienne de Lugagnano Val d'Arda, à 20 km au sud de Plaisance.
Elle est mentionnée par Pline l'Ancien comme faisant partie de la VIIIe région (Aemilia), bien que ses habitants fussent ligures, et il note la longévité remarquable de ses habitants. On ignore pourquoi la ville fut abandonnée.

## Fouilles archéologiques
En 1747, des laboureurs mirent au jour la célèbre Table alimentaire (en latin Tabula alimentaria), inscription de bronze aujourd'hui conservée au musée archéologique national de Parme.
Le site fut alors fouillé à partir de 1760, et on y trouva le forum, une basilique, des thermes, un amphithéâtre, des maisons privées et de nombreuses statues (douze en marbre dans la basilique, et une tête en bronze d'Hadrien). L'inscription la plus ancienne est une tablette de bronze portant un fragment du texte de la Lex Rubria de -49 (relative à l'administration de la justice en Gaule cisalpine), la plus récente une inscription de 276.
La plupart des objets exhumés sont conservés au musée national de Parme.

## L'inscription de Baebia Basilla
Lors des fouilles, le long du portique ouest, 4 fragments d’une plaque de marbre de 5 mètres de longueur furent découverts, portant l’inscription : Baebia T.[iti] f.[ilia] Bas[silla] calchidicum municipibus suis dedit, qui se traduit par : « Bebia Bassilla, fille de Titus, a offert le portique à ses concitoyens ». Cette inscription rappelle la donation privée d’une dame de la gens Baebia, famille très connue à Parme et dans la Regio Octava Aemilia, citée plusieurs fois dans la table alimentaire de Veleia découverte au même endroit. Cette famille Baebia de Parme, dont les possessions terriennes portaient le nom de Baebianus fondus (« terre de Baebia ») pourrait être à l'origine du nom de la commune de Bibbiano voisine où furent découverts des vestiges romaine du Ier siècle.
Baebia Basilla, riche et noble dame qui, grâce à un don généreux de ses biens, a financé la rénovation d'un bâtiment public en offrant à la communauté le chalcidicum, c’est-à-dire le portique ou porche où fut découverte la plaque. Il s’agit là d’un acte privé coutumier du monde grec et romain de l’époque, où un citoyen privé faisait à la collectivité des dons qui pouvaient être des denrées alimentaires, des édifices publics, l’organisation de spectacles, etc.

## La Table alimentaire de Veleia

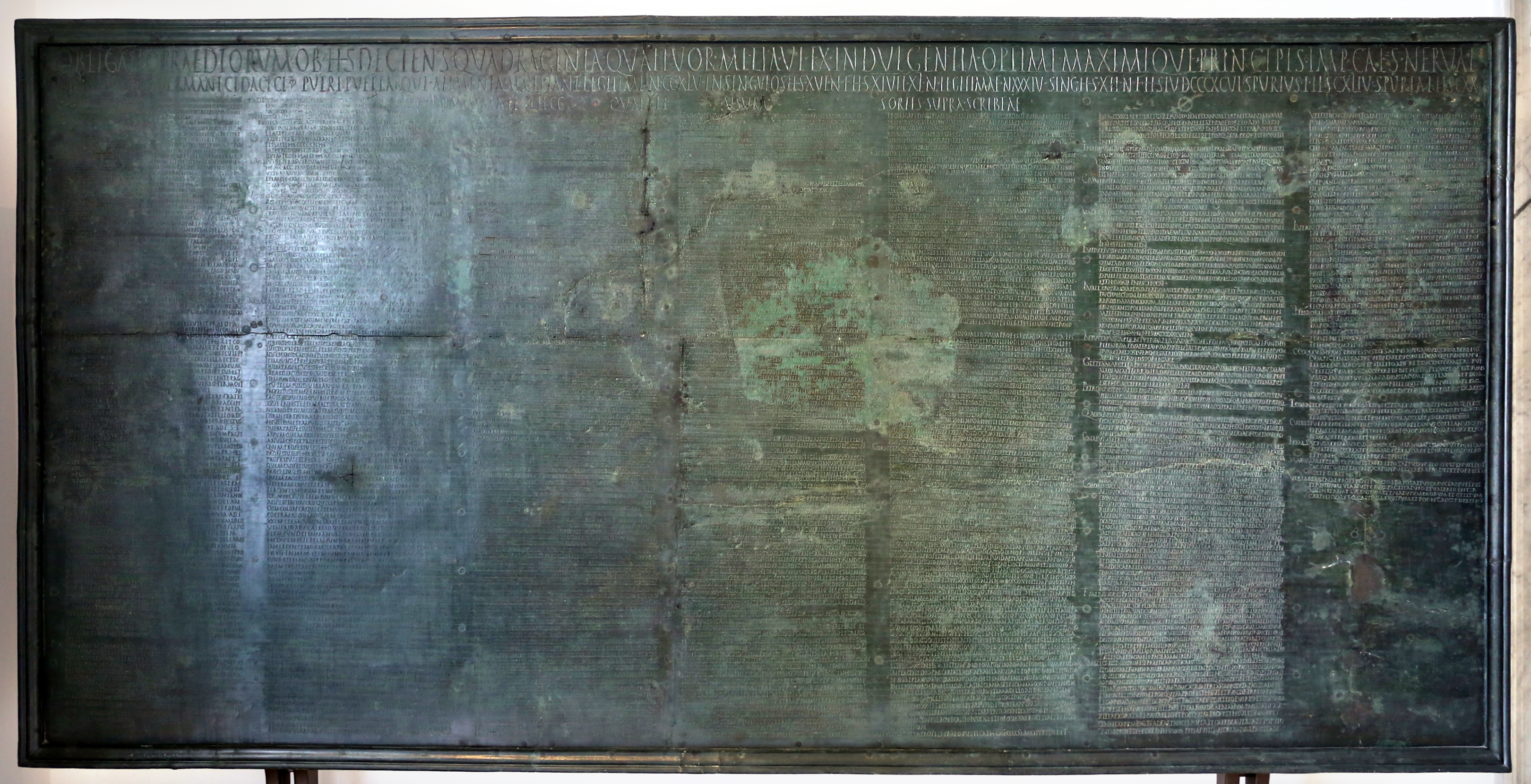
Table alimentaire de Trajan

Cette inscription, dite aussi table Trajane ou table hypothécaire de Veleia, est la plus grande inscription sur bronze de l'Antiquité (1,38 m par 2,86 m). C'est un contrat par lequel l'empereur Trajan prête une somme de 1 116 000 sesterces à cinquante et un propriétaires des cités de Veleia, de Plaisance et de Parme, qui hypothèquent leurs terres pour une somme égale et s'engagent à verser annuellement les intérêts (5 % du capital emprunté) dans la caisse des secours publics. Cette somme était consacrée à l'alimentation des enfants pauvres de Veleia, dont le nombre s'élevait à 266 garçons et 6 filles (les garçons recevait 16 sesterces par mois, et les filles 12). 
Ainsi, par la prévoyante sollicitude de l'empereur, la propriété trouvait un secours important (le taux de 5 % étant peu élevé en comparaison du taux commercial qui était de 12 %), la misère publique était soulagée et le capital se conservait intact.
Une autre inscription, trouvée à Campolattaro en 1832, traite du même sujet.